# Alameda Central
Alameda Central ist ein öffentlicher Volksgarten in der Innenstadt Mexiko-Stadts, gegenüber dem Palacio de Bellas Artes, zwischen Avenida Juárez und Avenida Hidalgo.

## Beschreibung
Der Alameda Central-Park ist ein grüner Garten mit gepflasterten Wegen und dekorativen Brunnen und Statuen und häufig Ort für öffentliche Veranstaltungen. Das Gelände war ursprünglich ein aztekischer Marktplatz. Der Park wurde 1592 angelegt, als Vizekönig Luis de Velasco entschied, hier einen grünen Platz als öffentlichen Park anzulegen. Der Name stammt von spanisch álamo, Pappel, nach den hier gepflanzten Bäumen. Dieser Park war Teil des Plans des Vizekönigs, die damalige Westseite der Stadt zu entwickeln. Er wurde ein Vorbild für einen traditionellen mexikanischen Park, und viele andere Parks im Land übernahmen den Namen „Alameda“.

## Geschichte

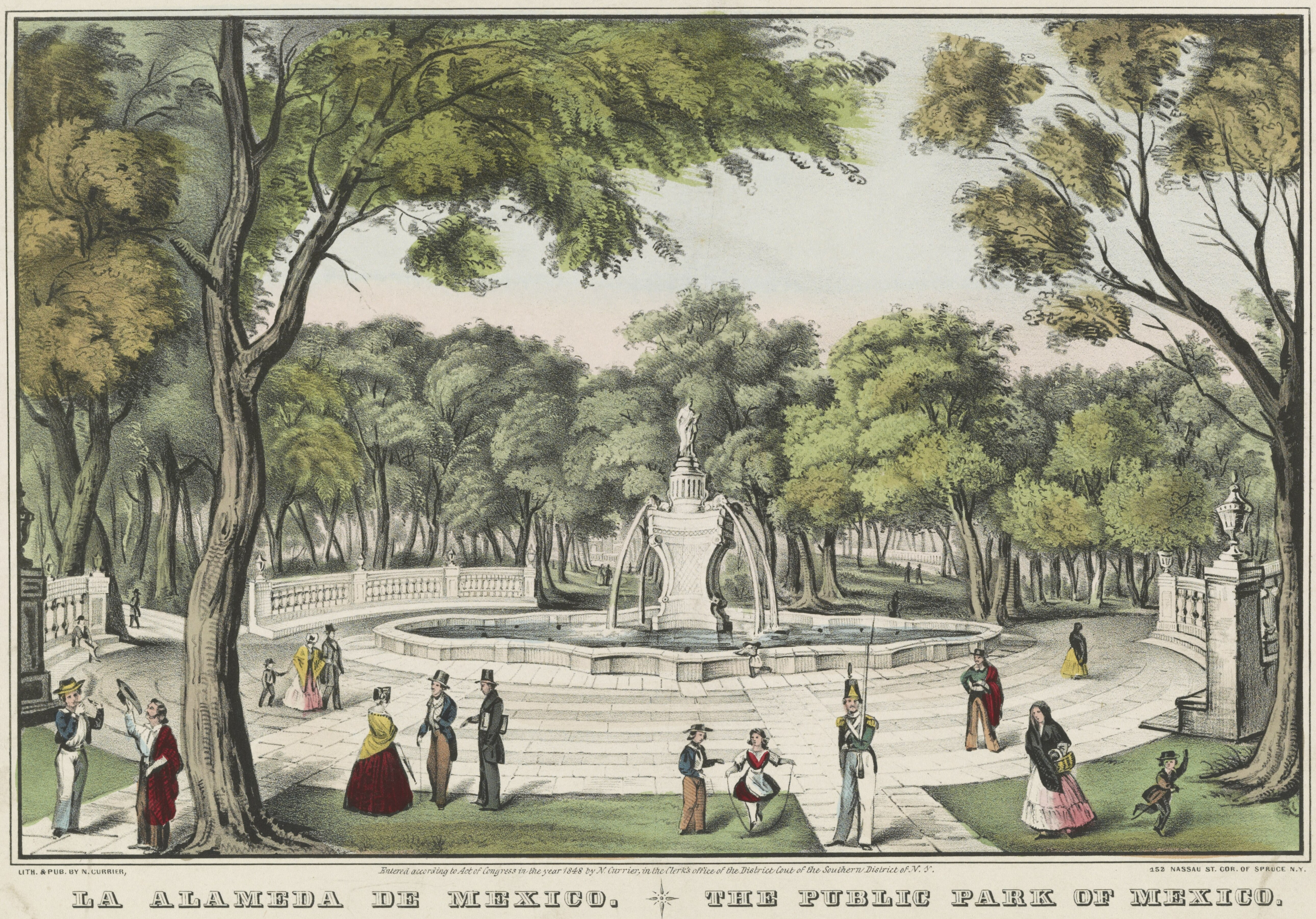
Alameda Central im Jahre 1848

Der ursprüngliche Park war weniger als halb so groß wie der gegenwärtige und reichte nur vom Palacio de Bellas Arts bis zum Hemiciclo de Juárez. Der heutige westliche Teil des Parks war ein ebener Platz, der zu Zeiten der Inquisition in Mexiko angelegt wurde, und war als „El Quemadero“ oder „Der Verbrennungsplatz“ bekannt. Hier wurden Hexen und andere von den Inquisitoren verurteilte öffentlich am Pfahl verbrannt. In den 1760er-Jahren war die Inquisition fast beendet, und 1770 hatte Vizekönig Marqués de Croix den Platz aufreißen lassen, um den Park zu erweitern. Der Park wurde 1791 erneut vergrößert, als Graf von Revillagigedo einen hölzernen Zaun um den Park errichten ließ, um nur noch dem Adel den Zugang zu ermöglichen. Als 1821 die mexikanische Unabhängigkeit errungen wurde, war Alameda das Zentrum der öffentlichen Feiern. 1846, als Präsident Santa Anna triumphal in Mexiko-Stadt einzog, befahl er, die Brunnen des Parks mit Alkohol zu füllen.
Die fünf klassischen Brunnen haben ein französisches Design und sind von der griechisch-römischen Mythologie inspiriert. Im 19. Jahrhundert wurden dem Park weitere Statuen hinzugefügt. 1868 wurden Gaslampen installiert, die 1892 durch elektrische Beleuchtung ersetzt wurden. Ende des 19. Jahrhunderts war der Park bei allen sozialen Schichten Mexikos beliebt. Viel der gegenwärtigen Gestaltung des Parks mit seinen sternförmigen Wegemustern um die Brunnen herum und der zentrale Kiosk stammt aus dem 19. und dem frühen 20. Jahrhundert.

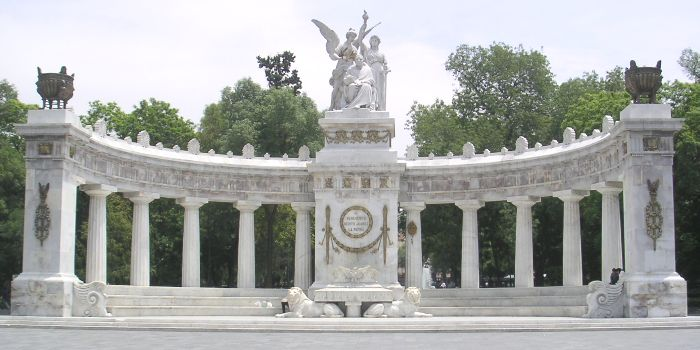
Hemiciclo de Juárez

Im späten 19. Jahrhundert gehörten zum Park ein Musikpavillon und Gaslaternen (heute elektrisch). Auf der Südseite des Parks in Richtung Straße steht das Hemiciclo a Juárez, ein großes weißes halbkreisförmiges Denkmal für Benito Juárez, einen der beliebtesten Präsidenten Mexikos.

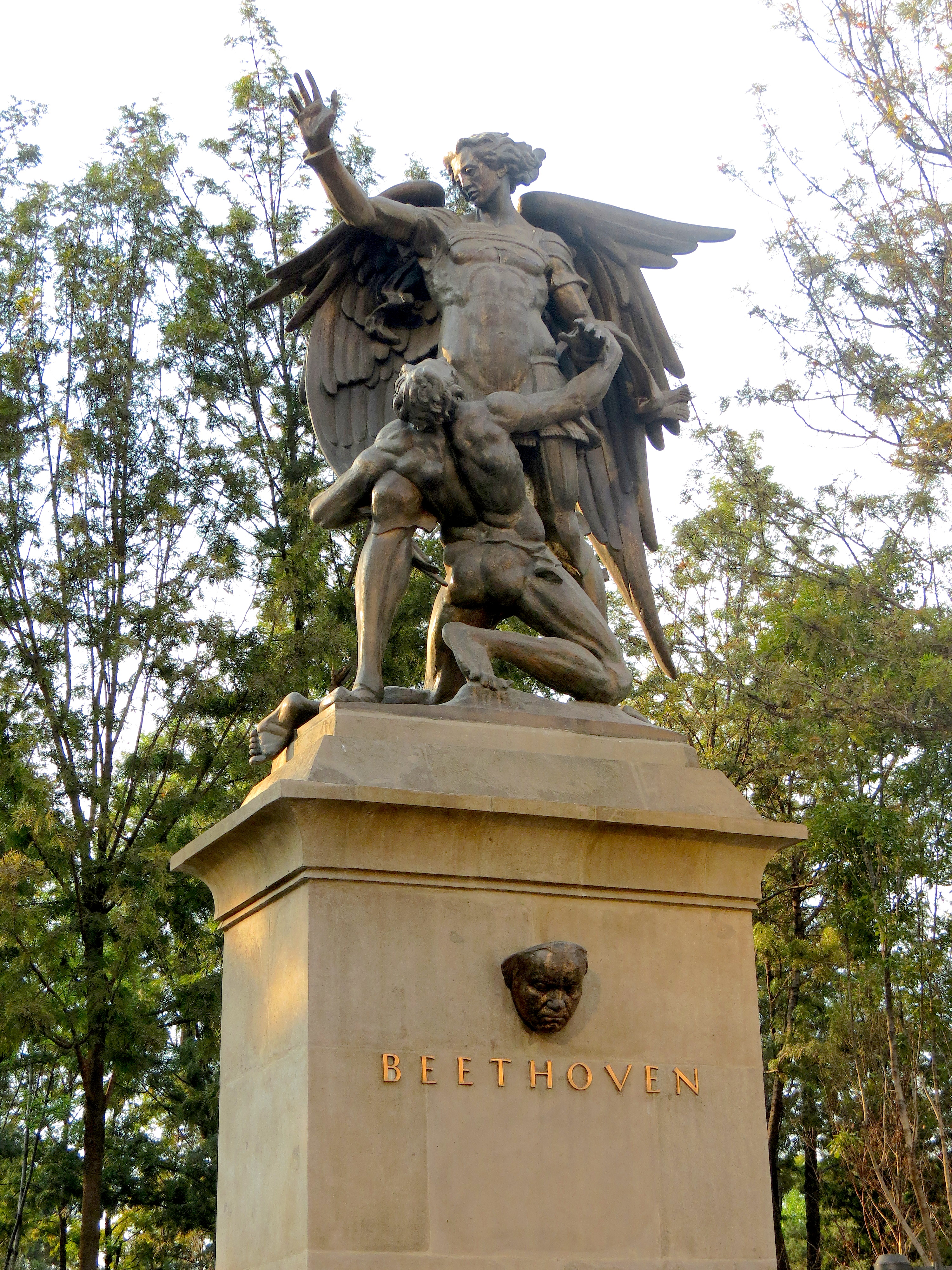
Das von der deutschen Minderheit in Mexiko gespendete Beethoven-Denkmal.

Zu den Statuen im Park gehören Despoire und Malgre Tout von Jesús Fructuoso Contreras und ein von der Deutschen Minderheit in Mexiko gespendetes Denkmal, das Beethoven in Gedenken an den hundertsten Jahrestag seiner 9. Sinfonie gewidmet ist.

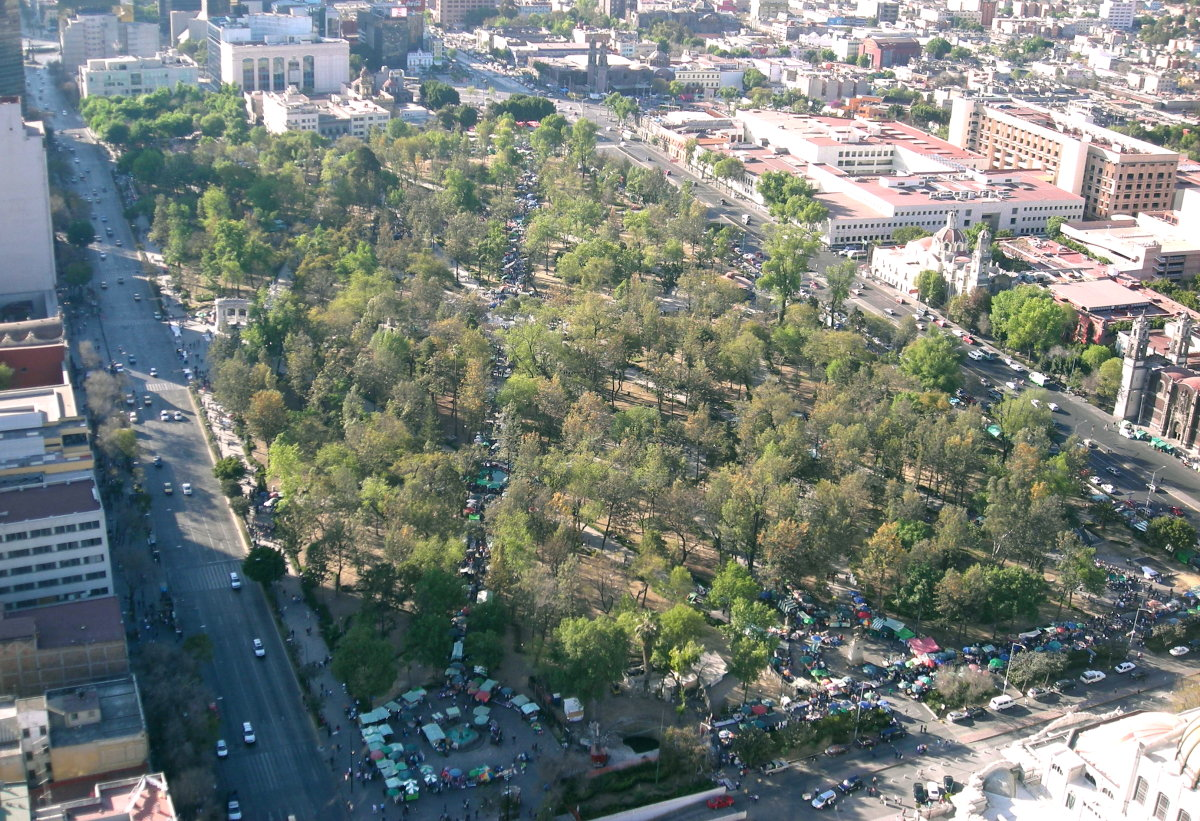
Blick auf den Park vor der Sanierung von 2012. Man beachte die vielen Straßenhändler.

Von Mai bis Dezember 2012 durchlief der Park eine Sanierung. Die Erneuerung schloss die Ersetzung beschädigten Pflasters durch Marmor, die Verbesserung der Vegetation (einschließlich des Pflanzens neuer Bäume), neue Lichtmasten und die Verbesserung der vorhandenen Parkausstattung (zum Beispiel Bänke und Brunnen) ein. Als Teil der Sanierung ist es den einst allgegenwärtigen Straßenhändlern nicht mehr erlaubt, im Park zu arbeiten.

## Anreise
Alameda Central erreicht man über die U-Bahn-Station Metro Bellas Artes.